# موردران (فتح أباد)
موردران (بالفارسية: موردران) هي قرية تقع في إيران في Fathabad Rural District.